# Patajärvi (sjö i Egentliga Finland)
Patajärvi är en sjö i Finland. Den ligger i Letala stad i landskapet Egentliga Finland, i den sydvästra delen av landet, 180 km väster om huvudstaden Helsingfors. Patajärvi ligger 31 meter över havet. I omgivningarna runt Patajärvi växer i huvudsak barrskog. Arean är 1,9 hektar och strandlinjen är 0,62 kilometer lång. Sjön  ingår i Skärgårdshavets kustområde, Åland. 